# Classicisme musical
En la música occidental, el classicisme musical correspon aproximadament a la música composta entre els anys 1750 i el 1820, amb superposicions considerables als dos extrems amb la música dels períodes precedent, el barroc musical, i posterior, el romanticisme musical.
El període clàssic se situa entre el Barroc i el Romanticisme. Els compositors més destacats són Joseph Haydn, Wolfgang Amadeus Mozart, Ludwig van Beethoven i Franz Schubert, tot i que també posseeixen un gran renom autors com Luigi Boccherini, Muzio Clementi, Marianne von Martines, Johann Ladislaus Dussek, Carl Philipp Emanuel Bach, Johann Christian Bach, Michael Haydn, Leopold Mozart, François-André Danican Philidor, Pierre-Alexandre Monsigny, André Grétry, Niccolò Piccinni, Giovanni Paisiello, Domenico Cimarosa, Carl Ditters von Dittersdorf, Johann Baptist Wanhal, Georg Christoph Wagenseil, Georg Matthias Monn, Johann Georg Albrechtsberger i Christoph Willibald Gluck. En determinades ocasions, Ludwig van Beethoven és considerat compositor romàntic o figura de transició al Romanticisme, com també Franz Schubert, Johann Nepomuk Hummel, Luigi Cherubini, Gaspare Spontini, Gioachino Rossini, Niccolò Paganini i Carl Maria von Weber. Classicisme vienès (en alemany: Wiener Klassik) és un altre terme llargament emprat per referir-se a aquesta època i que té el seu origen en el fet que, Gluck, Haydn, Salieri, Mozart, Beethoven i Schubert, van treballar, en major o menor mesura, a la ciutat de Viena, constituint l'anomenada Primera Escola de Viena. Però avui és clar que compositors d'arreu d'Europa, especialment de punts allunyats geogràficament i cultural de Viena van practicar un estil veritablement clàssic però ben poc vienès.

## Classicisme
A mitjans del segle xviii, Europa s'encamina cap a un nou estil arquitectònic, literari, artístic en general, conegut com a Classicisme. Encara fortament lligat a la cultura cortesana i a l'absolutisme i fonamentat en l'ordre, el formalisme i la jerarquia, el nou estil suposarà una alenada d'aire fresc. De caràcter netejador, afavorirà una clara divisió entre les diferents parts, els contrastos lluminosos i brillants, la simplicitat davant la complexitat. El notable desenvolupament de les idees d'acord amb una "filosofia natural", el va establir en la consciència pública amb la física de Newton com a paradigma: les estructures han d'estar ben fonamentades en axiomes, articulades i ordenades. Aquest gust per la claredat estructural també es va traslladar al món de la música, on va suposar la substitució de la pomposa polifonia del període Barroc pel que es coneix com a melodia acompanyada, és a dir una melodia sobre una harmonia subordinada. Això es tradueix en un major protagonisme dels acords i, alhora, una major facilitat per percebre l'estructura tonal de les obres.
Aquest nou estil també fou impulsat pels canvis en l'economia i l'estructura social de l'època. En el transcurs del segle xviii, la noblesa esdevingué principal mecenes de la música instrumental i origen del creixent gust per l'opera buffa. Això va comportar canvis en la forma d'interpretar la música com ara la reducció en la importància del baix continu o la tendència cap a l'ús de grups instrumentals estàndards. Es pot establir un paral·lelisme entre la caiguda en desús del continu i l'evolució del terme obbligato, emprat per assenyalar una part instrumental obligada en una obra de música de cambra. En el món barroc, instruments addicionals podien ser opcionalment afegits al continu; en el món clàssic, totes les parts estaven indicades per a ser interpretades amb instruments i la paraula obbligato es va convertir en redundant. El 1800, el terme estava virtualment extingit, igual que la pràctica de dirigir l'obra des del teclat.
Els canvis en la situació econòmica també van alterar el balanç entre la disponibilitat i la qualitat dels músics. Mentre que a finals del període barroc un gran compositor podia beneficiar-se de la gran oferta musical que li oferia la ciutat, els recursos disponibles en un pavelló de cacera eren molt menys nombrosos i més fixats per la mateixa capacitat. Aquesta situació afavoria l'existència de dues postures clarament diferenciades: l'interès per a disposar de peces senzilles per a tocar i, en el cas d'un grup virtuós de residents, l'estímul per escriure de forma espectacular peces idiomàtiques per a certs instruments; aquest és el cas de l'orquestra de Mannheim. A més, l'anhel pel continuat subministrament de nova música, implicava que les obres, en el millor dels casos, havien de ser interpretades amb un sol assaig. De fet, després del 1790, Mozart escrivia sobre aquest tema, manifestant que els seus concerts només comptaven amb un assaig previ.
Des que la textura polifònica va deixar de ser el centre d'atenció de la música en ser substituïda per la melodia acompanyada, s'observa un interès creixent per les dinàmiques i el fraseig. Com a conseqüència de la simplificació de la textura, va adquirir una gran importància el detall, la precisió instrumental i l'ús de ritmes característics, com el toc d'atenció de les fanfares inicials, el ritme de la marxa fúnebre o el gènere del minuet, més important en establir i unificar el to d'un moviment únic.
El gradual abandonament de l'hàbit barroc de dedicar cada moviment musical a un sol estat anímic o emoció, va convertir l'estil clàssic en l'estil predilecte per a establir contrastos entre les seccions d'un moviment, donant a cada secció un color emocional propi, mitjançant una sèrie de tècniques: contrast entre els modes major i menor; marcats temes rítmics en oposició a moviments més lents i melòdics; i especialment, moviments entre les diferents àrees tonals, que és el recurs més important per a crear contrastos dramàtics i unitat. Els episodis de transició van anar assolint major rellevància; compositors i músics van començar a centrar la seva atenció en aquests passatges de sorpresa i plaer, subratllant el seu inici i facilitant la seva audició. Així doncs, els compositors creaven més i més falses expectatives per tal de poder fer volar després la música cap a altres direccions.

## Característiques principals
La música clàssica té més lluminositat, equilibri, unitat, claredat i és menys complicada que la música barroca. La textura predominant és la melodia acompanyada, però el contrapunt no s'oblida del tot, especialment al final del període. Es posa l'èmfasi en la gràcia i la bellesa de la melodia i la forma; proporció i equilibri, moderació i control. És polit i elegant en el caràcter, cercant un perfecte equilibri entre l'expressivitat i l'estructura formal.
La varietat i el contrast dins de l'obra és més marcada. Varietat de tonalitats, melodies, ritmes i dinàmiques (utilitzant crescendo i sforzando), amb freqüents canvis de caràcter i timbre, són alguns dels recursos més emprats en les peces d'aquesta època. I és que la varietat i el contrast són els trets més característics del període clàssic. Les melodies solen tenir finals de frase molt clars i cadences fortament marcades. S'estandarditza l'ús de la frase quadrada, és a dir una frase de 8 compassos amb dos períodes de 4 compassos cadascuna i a vegades, dos subperíodes de 2 compassos. L'orquestra creix tant en quantitat d'instruments com en la diversitat d'aquests, que hi aporten nous registres; el continu cau en desús i els instruments de vent formen una família autònoma. El clavicèmbal és substituït pel piano (o fortepiano). La primera música per a piano té una textura molt clara, sovint amb l'acompanyament en baix d'Alberti, però amb el temps s'anirà fent més rica, amb una sonoritat més potent i un registre més ampli.
La música instrumental adquireix una gran preeminència, per això les composicions més destacades seran la sonata, trio, quartet de corda, quintet, simfonia i concert. Es va desenvolupar la forma sonata i es va convertir en el disseny favorit dels compositors, el qual fou emprat tant per a compondre el primer moviment dels cicles instrumentals clàssics, com per a altres moviments i peces individuals (per exemple, les obertures).

## Història

### Els inicis (1730-1760)
Al començament el nou estil es va apoderar de les formes barroques – l'ària da capo, la simfonia i el concerto – però compostes en parts simples, amb més ornamentació escrita i una més clara divisió en seccions. Tanmateix, amb el pas del temps, la nova estètica causà canvis radicals en com s'unien les peces, i les composicions bàsiques van canviar.
Els compositors d'aquest període intentaven aconseguir efectes dramàtics, melodies destacades, i textures més clares. El compositor italià Domenico Scarlatti va ser una figura important durant la transició del barroc al classicisme. El seu estil compositiu únic està fortament relacionat amb aquests inicis del període clàssic. És conegut especialment com a compositor de més de cinc-centes sonates per a teclat d'un únic moviment. Una altra innovació important va ser la radical revisió de l'òpera de la mà de Christoph Willibald Gluck, que va deixar enrere el complicat entramat de les veus i l'ornamentació improvisada i es va centrar en aspectes com la modulació i les transicions. Focalitzant de manera clara els canvis harmònics, va aconseguir que fossin més poderosament dramàtics en l'aspecte emocional de la música. Per destacar aquests aspectes aplicava canvis en la instrumentació, la melodia i el mode. Considerat un dels compositors amb més èxit del seu temps, Gluck va tenir molts seguidors, un dels quals fou Antonio Salieri. El seu èmfasi en l'accessibilitat va portar enormes èxits a l'òpera i més amplitud a la música vocal: cançons, oratoris i cors. Aquests van ser considerats els tipus de música més importants per a l'escena i d'aquí el gran èxit aconseguit entre el públic.
L'etapa entre el barroc i el naixement del classicisme, amb la seva extensa mescla d'idees competidores i intents d'unificar diferents demandes de gust, economia i societat, rep diferents noms. A vegades se l'ha anomenat Galant, Rococó, o pre-classicisme; altres cops classicisme inicial. És en aquest període on alguns compositors encara treballen en l'estil florit del Barroc, malgrat pensar que vegades més en el passat que en el present - Bach, Händel, i Telemann van compondre bé més enllà de l'estil ascendent. La cultura musical va assolir un moment decisiu: els mestres del vell estil tenien la tècnica, però el públic desitjava novetats. Per això Carl Philipp Emanuel Bach va ser tan ben acollit: ell coneixia les formes antigues força bé i sabia com presentar-les amb vestimenta nova, destacant-ne la varietat de formes.

### Classicisme primerenc (1760-1775)
A finals del 1750 sorgiren centres del nou estil a Itàlia, Viena, Mannheim i París; es van compondre gran quantitat de simfonies i hi havia conjunts instrumentals associats a teatres. L'òpera era present en la majoria d'esdeveniments musicals, amb concerts i simfonies (sorgides de l'obertura), que servien com interludis instrumentals i introduccions per a les òperes i fins i tot per a serveis a l'església. Aquestes formes instrumentals s'aniran desenvolupant durant el classicisme primerenc fins a convertir-se en obres independents. L'orquestra clàssica es caracteritza per a un protagonisme destacat de la família de la corda, a la que s'hi podran afegir instruments de vent, normalment en parelles, que reforçaran la sonoritat del conjunt. Però les dimensions i la densitat de les obres encara són molt properes a les obres barroques.
C.P.E. Bach i Gluck són considerats dos compositors destacats de l'estil Clàssic inicial, però el primer gran mestre de l'estil clàssic va ser Joseph Haydn. La seva primera simfonia data del 1759, sense minuet i amb un caràcter molt proper a l'estil galant. Durant la dècada dels 60 va escriure unes 40 simfonies com a Mestre de capella del Príncep Esterházy. Algunes són simfonies concertants, encara influïdes per la tradició barroca. També són d'aquesta època la trilogia amb títols programàtics "Le matin, Le midi, Le soir". A partir del 1762 aconsegueix una orquestra més nombrosa, d'acord amb l'opulència de la cort d'Esterháza i a poc a poc la seva influència també s'anirà expandint.
Haydn agafà idees ja existents, i alterà radicalment el seu funcionament – guanyant els títols de "pare de la simfonia" i "pare del quartet de corda". En els anys 70 notem la influència de l'estil sensible, paral·lel al moviment literari Sturm und Drang. Moltes de les simfonies d'aquesta època estan en mode menor, com ara la número 39 en sol menor o la 44 en mi menor, "fúnebre". La simfonia número 45 en fa# menor "simfonia dels adéus", exemplifica l'assumpció de Haydn de les diferents demandes del nou estil, amb canvis sorprenentment contrastats i un llarg adagio al final de la peça. El 1772, Hadyn completa els 6 quartets Opus 20 en els quals desenvolupa unes tècniques polifòniques, provinents de l'estil antic, per donar una coherència estructural capaç d'entrellaçar les seves idees melòdiques. Per molts això marca el començament de l'estil clàssic madur, on el període de reacció en contra de la complexitat del barroc tardà comença a ser reemplaçat pel període d'integració dels elements d'ambdós l'estils, clàssic i barroc.

### Classicisme mitjà (1775-1790)
Haydn va ser el gran impulsor del nou estil musical. Un pas més en l'assoliment d'aquest estil el trobem en el seu Opus 33, uns quartets de corda que daten de l'any 1781, on els papers melòdics i harmònics no es troben assignats a un sol instrument, sinó que estan repartides entre ells. Aquest fet modifica la manera com el conjunt treballa el pas de moments dramàtics de transició a seccions temàtiques; la música flueix suaument i sense grans interrupcions. Haydn, posteriorment, va aplicar aquest estil integral a la música orquestral i vocal.
El llegat de Haydn a la música és una manera de compondre, d'estructurar les obres, que alhora es corresponia amb l'estètica del nou estil. I no només això, un jove coetani seu, Wolfgang Amadeus Mozart, va desenvolupar la seva genialitat a partir del treball fet per Haydn, i també el va aplicar a dos dels gèneres més importants del moment, l'òpera i el concert.
Mentre que Haydn va passar la major part de la seva carrera treballant de compositor de la cort, Mozart depenia de l'aprovació del públic. Va fer nombrosos intents per a independitzar-se del seu protector, l'arquebisbe de Salzburg, i quan finalment ho aconseguí hagué de dependre dels encàrrecs. Potser també per això, va donar molta més importància a l'òpera així com als nombrosos concerts que va oferir com a solista virtuós. Tot i ser un bon instrumentista, Haydn no era un virtuós a escala internacional, com sí que era Mozart.
Mozart tenia una especial predilecció pels contrastos harmònics i una gran capacitat melòdica, sense oblidar que el seu estil està influenciat per la música italiana. Mozart va trobar en la música de Haydn, i posteriorment en l'estudi polifònic de Bach, els mitjans que li van proporcionar una disciplina i un enriquiment de les seves capacitats. Ràpidament, Mozart va cridar l'atenció de Haydn, que el va acollir i defensar, va estudiar-ne les obres, i va considerar-lo el seu únic punt de referència en música. En Mozart, Haydn va trobar-hi una àmplia instrumentació, efectes dramàtics i recursos melòdics; les influències entre aquests dos grans compositors va ser mútua.
L'arribada de Mozart a Viena el 1780 va provocar una acceleració en el desenvolupament de l'estil clàssic. Fou allà on va fusionar el caràcter brillant provinent d'Itàlia, i la cohesió alemanya, desenvolupada al llarg dels darrers 20 anys. El gust de Mozart per la brillantor es fa palès en la complexitat melòdica i rítmica amb tocs virtuosístics que es fusionen amb la coherència formal i la connexió interna de les obres.
Les guerres van suposar un fre pel desenvolupament de les orquestres dels teatres, moltes de les quals es van haver de reduir o simplement dissoldre. Aquest fet va obligar a canviar el punt de mira dels compositors; en lloc d'escriure per a grans formacions o bé compondre obres que representessin un repte tècnic- assignant de vegades la melodia als instruments de vent-fusta, escrivint en terceres per fer destacar la melodia- es va donar més importància a la música de cambra, estimulant fortament formacions com el quartet de corda i altres formacions reduïdes.
A principis de la dècada dels 80 d'entre els estils que predominaven a Viena s'hi podia reconèixer l'estil clàssic primerenc, sorgit després del 1750. Al final dels anys 1780 va ser establert l'estil dels autors que imitaven Mozart i Haydn; canvis en l'execució, relació entre la música instrumental i vocal i exigència tècnica. Durant aquesta època, Mozart va compondre la majoria de les seves òperes més famoses, les seves últimes sis simfonies, que van ajudar a definir el gènere, i un concert per a piano i orquestra.
Un compositor influent en estendre l'estil més seriós de Haydn i Mozart va ser Muzio Clementi, un pianista virtuós, que va tenir un duel amb Mozart davant l'emperador, quan van fer una exhibició de les seves composicions. Les seves sonates per a piano van circular extensament, i va esdevenir el compositor de més èxit a Londres durant els anys 80. També a Londres hi trobem Johann Ladislaus Dussek, qui, de la mateixa manera que Clementi, va pressionar els constructors de fortepianos per a ampliar-ne el registre i altres qualitats, fet que obria el camp de possibilitats a què el piano estava exposat.
La importància de Londres en el període clàssic sovint està infravalorada; però va proporcionar la fàbrica Broadwood's per a construir i millorar tècnicament del piano, i també com a base de compositors que, malgrat ser menys famosos que els vienesos, van tenir una certa influència en el període posterior. Alguns van ser compositors d'obres excel·lents, en un estil propi. El gust de l'escola de Londres pel virtuosisme va influir segurament en l'aprofundiment en el camp de la complexitat tècnica.

### Classicisme tardà (1790-1825)
Quan Haydn i Mozart va començar a compondre, les simfonies eren obres en un sol moviment que s'interpretaven com a preludis o com a interludis d'altres obres de grans dimensions. La majoria de simfonies tenien una durada de deu o dotze minuts, el conjunt instrumental que les interpretava podia ser molt divers i el baix continu era una part important de l'obra.
Al llarg d'aquells anys, la població havia viscut canvis molt importants: hi havia hagut un increment espectacular de les publicacions a nivell internacional, es començaven a formar les primeres societats musicals, la notació s'havia tornat molt més especifica que en el barroc, més descriptiva, i l'estructura de les obres va experimentar canvis importants.
El 1790, just abans de la mort de Mozart, en un moment en què la seva reputació s'estenia ràpidament, Haydn va produir grans obres, com els seus oratoris i les simfonies de Londres. Van ser els punts de referència de tots els compositors del moment de París, Itàlia i Alemanya.
Es tornava a presentar una bona ocasió per a un altre canvi. Al llarg dels anys 90, va sorgir una generació de nous compositors, nascuda cap al 1770, que van trobar en les darreres obres de Haydn i Mozart un vehicle de gran expressió.
El 1788 Luigi Cherubini va establir-se a París, i el 1791 va compondre una òpera, Lodoïska, que el va dur a la fama. L'estil d'aquesta obra reflecteix el de Haydn i Mozart en les respectives etapes de maduresa. La instrumentació de l'òpera li va donar un pes que encara no s'havia experimentat mai en el món operístic. El seu contemporani Étienne Méhul va estendre els efectes instrumentals en l'òpera de l'any 1790, Euphrosine et Coradin, que va aconseguir un gran èxit.
Dels compositors de la nova generació, però, el que tenia més perspectives de futur era Ludwig van Beethoven, que va començar a publicar les seves obres el 1794, amb una col·lecció de tres trios amb piano, trios que encara formen part del repertori de cambra actual.
Johann Nepomuk Hummel, lleugerament més jove que els seus companys de generació, però també molt ben valorat, posseïa unes qualitats innates i a més, havia estudiat amb Mozart. També va ser alumne de Haydn i amic de Beethoven i Franz Schubert, i professor de Franz Liszt. Va concentrar-se sobretot en el piano, i durant els anys que va ser a Londres (1791-1792) va compondre i publicar les tres sonates per a piano, opus 2, en les quals emprava les tècniques mozartianes d'evitar la cadència esperada, i les figuracions virtuoses incertes de Clementi.
Conjuntament, tots aquests compositors poden ser vistos com l'avantguarda d'un gran canvi d'estil i centre de la música. Es van estudiar mútuament les obres, es van copiar estils i, a vegades, es comportaven com autèntics rivals.
Les principals diferències amb la generació anterior són els canvis en el comportament melòdic, l'augment de la duració dels moviments, l'acceptació de Mozart i Haydn com a paradigmes, el màxim ús dels recursos del teclat, el canvi de l'escriptura vocal a la pianística, l'increment d'ús del mode menor i de l'ambigüitat modal, i la importància creixent de l'ús de diferents tipus d'acompanyament per tal de donar textures diferents a la música.
El classicisme tardà buscava una música internament més complexa. El creixement de les societats de concert i les orquestres amateurs, fent de la música una part important de la vida de les classes mitjanes, va contribuir a l'expansió de la música per a piano, i el virtuosisme exemplar. Hummel, Beethoven i Clementi eren ben coneguts per les seves capacitats d'improvisació.
A nivell de pràctica interpretativa, la influència directa del barroc continuava decreixent. Una de les darreres en caure en desús va ser la pràctica del baix continu com a mitjà per a conjuntar i coordinar l'execució musical. Malgrat això, es va incrementar l'accés a edicions completes dels principals compositors barrocs, fet que va fer que la influència del barroc es fes present, sobretot en l'ús cada cop més corrent dels instruments de metall. Una altra característica del període és el nombre creixent d'actuacions on el compositor no hi era present. Aquest fet va comportar una notació diferent, ara més específica i detallada. Per exemple, hi havia menys parts "opcionals" afegides a la partitura.
La potència de tots aquests canvis d'estil es va fer evident en la Tercera simfonia de Beethoven, anomenada Heroica pel mateix compositor. Potser aquesta obra no va ser la primera a presentar totes les innovacions, però l'ús contundent de cadascun dels aspectes de l'estil clàssic la va distanciar de les obres anteriors, tant en llargada i ambició com en la densitat del llenguatge i els recursos harmònics emprats.

## El Classicisme a la península Ibèrica
Cal tenir en compte que Domenico Scarlatti, un dels precursors de les formes clàssiques, va treballar molts anys a la península, primer a Lisboa i després Madrid, donant lloc a l'aparició d'una brillant escola de teclat peninsular, amb Carlos Seixas, Antoni Soler i Ramos i Manuel Blasco de Nebra. Paral·lelament, el floriment a Madrid d'una escola de violí, també de filiació italiana, representada per músics-compositors com José Herrando, i la instal·lació à la ciutat de dos intèrprets i compositors de pes, Luigi Boccherini i Gaetano Brunetti denoten el naixement d'una vida musical cada vegada més activa, que barreja professionals i aficionats. La música de l'Escola de Mannheim, de la nova escola francesa, de Haydn i més tard de Pleyel i Mozart es difon per les principals ciutats del país a partir de 1770. La de Haydn, en especial, provoca una veritable febre filharmònica, com sabem gràcies al poeta Tomás de Iriarte. València donarà a la mateixa època una figura important del Classicisme internacional amb Vicent Martín i Soler. També les grans catedrals espanyoles compten amb músics importants que van assimilar ràpidament la nova música europea, com Melchor López a Santiago, Ramón Garay a Jaén o Juan Antonio García de Carrasquedo a Santander.
A Catalunya, durant la segona meitat del segle xviii, cal destacar l'escola de Montserrat, perfectament al corrent de les novetats europees, amb Antoni Soler i Ramos, Anselm Viola i Narcís Casanoves i la pròspera vida musical de Barcelona, retratada amb detall pel baró de Maldà, on brillen amb llum pròpia Francesc Queralt, Carles Baguer, Josep Cau o el jove Ferran Sor. Baguer és notablement l'autor d'un magnífic grup de simfonies de tall haydnià i d'una sèrie d'oratoris que cal situar entre les produccions més interessants del Classicisme peninsular.

## Influència clàssica en compositors posteriors
Les eres musicals rarament desapareixen de cop; sinó que els seus trets característics se substitueixen amb el pas del temps, fins que allò antic passa a anomenar-se "passat de moda". L'estil clàssic, per tant, no mor mai: només es va transformant a conseqüència del pes que tenen els canvis en la societat.
En l'estil clàssic, el mode major era molt més habitual que el menor, i els cromatismes es moderaven, i les seccions en mode menor, en un principi acostumaven a ser utilitzades merament per a crear contrastos. A les darreries del classicisme predominen, en canvi, els tons menors i es flexibilitza l'estàndard de la forma sonata, i s'introdueixen estructures noves.
Franz Schubert, Carl Maria von Weber i John Field destaquen entre els més prominents d'aquesta generació de "Romàntics-Clàssics", com també el jove Felix Mendelssohn o la seva germana, Fanny Mendelssohn. El seu sentit de la forma estava fortament influenciat per l'estil clàssic, i encara no se'ls "ensenyava" (imitant les normes que codificaven altres) però el seu estil responia directament a obres de Beethoven, Mozart, Clementi, i altres, a mesura que els anaven descobrint. Les forces instrumentals de què disposaven també eren de forma "clàssica", quant a nombre i varietat, i permetien aquesta similitud entre les seves obres i les clàssiques. Ara bé, les forces destinades a acabar amb allò que retenia l'estil clàssic, concentraven el seu esforç en les obres de cadascun d'aquests últims compositors. El fet que més se cita habitualment és la innovació harmònica. Tot i això, també és important el creixent èmfasi que posaven en conservar la continuïtat i la uniformitat rítmica en les figures de l'acompanyament: La Sonata en do# menor Op. 27 No. 2 "Clar de Lluna" de Beethoven va servir de model a centenars d'obres posteriors — en què el moviment tonal de les figures rítmiques proporciona molt drama i interès en l'obra, mentre una melodia es mou lliurement per sobre. Un coneixement molt ampli d'obres, una major especialització instrumental, un augment en la varietat dels instruments, el creixement de l'interès pels concerts en la societat i l'imparable domini del piano — que va crear un públic molt extens per a música sofisticada — contribuïen al canvi cap a l'estil Romàntic.
Definir una línia exacta cap al Romanticisme resulta impossible: hi ha fragments de l'obra de Mozart que, agafades individualment, són indistingibles en harmonia i orquestració de la música escrita 80 anys enrere o 40 anys endavant, i els compositors continuaven escrivint amb la normativa de l'estil clàssic encara al segle xx.
Fins i tot abans de la mort de Beethoven, compositors com Louis Spohr es definien a ells mateixos com a Romàntics, incorporant, per exemple, cromatismes extravagants en les seves obres. Tot i això, generalment es diu que la caiguda de Viena com a centre musical per a composicions orquestrals va ser l'ocasió de l'eclipsi final del Classicisme, juntament amb el continu desenvolupament orgànic d'un compositor que aprèn d'altres per influències i cercles pròxims i tancats. Franz Liszt i Frédéric Chopin van visitar Viena quan eren joves, però van voler continuar cap a altres horitzons. Compositors com Carl Czerny, que tot i que estava profundament influenciat per Beethoven, també buscava noves idees i formes que continguessin el món més gran d'expressió i interpretació en què vivien.
Interessos renovats en l'equilibri formal i restringits de la música clàssica del segle xviii van portar a principis del segle XX a desenvolupar el Neoclassicisme, que compte amb Ígor Stravinski i Serguei Prokófiev entre els seus propulsors.